# Aktér (sociologie)
V sociálních vědách je aktér (z fr. acteur, to z lat. actor = jednající) někdo, kdo je schopen jednání, tedy je schopen jednat nezávisle, individuálně a je schopen se nezávisle a samostatně rozhodovat. Na aktéra také působí sociální struktury, jako jsou náboženství, etnicita, zvyky, apod. a jeho jednání omezují. Tomu, v jakém poměru k sobě stojí aktér a struktura, můžeme říkat také dilema jednání a struktury. Protože aktérství je možné připsat jak jedinci, tak nějaké skupině, je možné hovořit o aktérech individuálních a kolektivních.
Míra aktérství jedince je ovlivněna mírou poznání světa, kterou si jedinec během svého života osvojil a vlastními představami o svém místě ve světě (strukturách), které mohou být v protikladu k představám ostatních aktérů. Rozdílné představy o míře aktérství jedince mohou vést např. k neshodám mezi rodiči a dětmi, zaměstnanci a zaměstnavateli a podobně.

## Aktér a struktura
Otázkou vztahu aktéra a struktury se zabývá sociologie explicitně i implicitně po celou svou historii, na toto téma se vedou intenzivní debaty. Pro Émile Durkheima, jednoho z otců sociologie, má společnost přednost před jedincem. Je podle něj něčím více, než pouhým součtem členů, jedince formuje a vytváří jeho vzorce chování. Jiní sociologové naopak tvrdí, že sociální struktura neexistuje mimo myšlení jedinců, a že lidé jsou tvůrci struktur a nikoli naopak. Takové myšlenky lze najít např. i ve Weberových úvahách.
Odlišně se k otázce staví teorie soustředěná na aktéra (actor-centered). Ta uznává, že jednotliví aktéři jsou socializovaní, za přímého tvůrce sociálních jevů však označuje individuum. Americký sociolog Ch. H. Cooley tvrdil, že lidé zahajují a ukončují akce právě s ohledem na subjektivní vědomí, osobní pocity, ideje a ideály.

### Teorie sítí aktérů
Pro Annemarie Mol, představitelku Actor Network Theory, navazující na myšlenky Bruno Latoura, je aktérem naprosto každá věc, která se jakkoli účastní jakéhokoli procesu, jehož se účastní lidé. Kategorie aktérství se tedy v sociálních vědách pohybuje na značně široké škále. Neexistuje tedy nic mimo tyto vztahy a dílčí procesy, objekty, či ideje jsou ve vytváření sociálních situací naprosto stejně relevantními činiteli jako lidé.

## Jednotka akce
Americký sociolog Talcott Parsons se zajímal o to, jak si herci volí cíle a prostředky ve vztahu k internalizovaným normám a hodnotám a hájí objektivní vnější svět, který je empiricky chápán pomocí pojmů vytvořených myšlenkami, přesvědčeními a činnostmi. Jedná se o modernistický přístup, protože předpokládá absolutní vývojový proces. Ve své teorii považuje jako základní jednotku akci, která zahrnuje následující kritéria:
- aktér motivovaný k jednání;
- konec, jehož směrem činnost orientována a prostředky k dosažení tohoto cíle;
- situace, kdy se daná akce odehrává (ta se skládá z podmínek, jež aktér nemůže ovlivnit, a prostředky, které jsou ovlivnitelné)
- normy a hodnoty, které tvarují výběr prostředků na konce.[8]

Tyto akce se skládají ze struktur a procesů, kterými jsou lidé motivováni k vytváření smysluplných záměrů (prostřednictvím dostupných cílů), jež jsou zavedeny do praxe v rámci sociálního systému.